# Glenn Mills (Pennsylvania)
Glen Mills ist eine Ortschaft in Concord Township, Delaware County, Pennsylvania, etwa 25 km westlich von Philadelphia. Zu den Sehenswürdigkeiten zählt der alte Bahnhof. Der Ort ist für seine Gärten und Golfplätze bekannt.

## Söhne und Töchter
- Vincent Margera (1956–2015), US-amerikanischer Schauspieler